# Bayou Corne
Bayou Corne est une census-designated place de la paroisse de l'Assomption, en Louisiane, aux États-Unis. 